# Костелец на Хани
Костелец на Хани (чеш. Kostelec na Hané) град је у Чешкој Републици. Град се налази у управној јединици Оломоуцки крај, у оквиру којег припада округу Простјејов.

## Становништво
Према подацима о броју становника из 2014. године град је имао 2.871 становника.